# Glenea torquatella
Glenea torquatella är en skalbaggsart som beskrevs av Aurivillius 1923. Glenea torquatella ingår i släktet Glenea och familjen långhorningar. Inga underarter finns listade i Catalogue of Life.